# Polpa dentária

1.Dente 2.Esmalte dentário 3.Dentina 4.Polpa dentária 7.Cemento 12.Raiz 17.Periodonto 18. Gengiva 22.Ligamento periodontal

A polpa dentária é a estrutura interna do dente, ela é formada por tecido conjuntivo frouxo ricamente vascularizado e inervado. Junto com a dentina ela forma uma estrutura integrada denominada complexo dentino-pulpar, que tem origem embriológica na papila dentária